# جائزة المجر الكبرى 2006
جائزة المجر الكبرى 2006 (بالإنجليزية: 2006 Hungarian Grand Prix)‏ هو سباق فورمولا 1 أقيم بتاريخ 6 أغسطس 2006 في حلبة المجر، بودابست. كان الثالث عشر من أصل 18 في بطولة العالم لسباقات الفورمولا واحد موسم 2006. حلّ البريطاني جنسن باتون أولا بينما جاء الإسباني بيدرو دو لا روزا في المركز الثاني وحصل على المركز الثالث الألماني نيك هيدفيلد.